# Jakub Zahradník
Jakub Zahradník (* 5. března 1964, Praha) je český skladatel, klavírista a básník. Je znám především jako autor písní, klavírní improvizátor a organizátor kulturních akcí.

## Život a dílo
Jakub Zahradník prožil dětství a mládí na pražském Žvahově a Smíchově. Jeho otec Václav Zahradník (1942–2001) byl známý dirigent a skladatel, jeho matka Jaroslava Kubištová (* 1937) je autorkou pohádek. Školní docházku zahájil na Zlíchově, později na ZDŠ s výukou angličtiny v Belojannisově (dnes Drtinově) ulici a Na Santošce 17. Ve studiích pokračoval na Gymnáziu Nad Turbovou v Košířích, odkud přestoupil na Státní konzervatoř v Praze, kde v roce 1986 absolvoval studium skladby u Oldřicha Semeráka orchestrální kompozicí Albatros a Běžec.
Jakub Zahradník se skladatelsky projevoval od raného dětství. Studium klavíru začal v LŠU Na Santošce 1. Později se začal vyjadřovat také literárně. Souběžně se u něj projevil organizátorský talent. Jako student v létech 1982 v Županovicích a 1983 ve Skryjích uspořádal velké happeningové festivaly. Na studiích také založil a vedl dva časopisy, z nichž undergroundový Dolmen (1984–1985) se nachází v knihovně Libri prohibiti, dále založil divadelní soubor, recitační skupinu a měl četné další aktivity.
Po skončení konzervatoře se živil dva roky jako klávesista v tehdy populární skupině Balet (s níž natočil dva singly a odehrál přes 200 koncertů ročně), dále jako skladatel rozhlasových hudeb k pohádkám, aranžér a pianista v nahrávacích studiích. Působil také v Orchestru Československé televize pod vedením svého otce. Po Sametové revoluci odešel na dva roky do Ansbachu v Německu, kde hrál s hardrockovou cover-skupinou Monroe. Existenčně si tam vypomáhal jako dělník. Po návratu do vlasti v roce 1992 pracoval rok jako topič, než se pro něho našlo další hudební angažmá v muzikálech, kde potom působil deset let. Zažil pražský muzikálový boom 90. let jako klavírista, dirigent, aranžér a nakonec i producent a redaktor: Pippin (1993), Jesus Christ Superstar (1994–1997), Jeptišky (1997–1998), Benzín a mejkap (1998–1999 ve vlastní produkci spolu s Janem Soukupem – firma Pagat Ultimo Musical Productions, s. r. o., dále zkratka PUMP) a Starci na chmelu (1999–2000). Vedl Český muzikálový server (2001–2003). V tomto období se autorsky věnoval básnické a literárně publikační činnosti a organizování. Vydal básnickou prvotinu Zavři oči a sni (vlastní Vydavatelství Obratník, 1993), spolu s Romanem Polákem založil a redigoval Poetickou revui Obratník (1994–1997), inicioval, editoval a vydal almanach současné české poezie s názvem Přetržená nit (Obratník, 1996) a pořádal bezpočet dalších akcí např. básnickou soutěž v pražském divadle Viola. V březnu 1994 se oženil s Monikou Rubešovou (roz. Vaskovou), s níž se mu o rok později narodil syn Julián.
Na podzim roku 2000 uvedl se zpěvačkou Pavlou Kapitánovou autorský bluesově-šansonový recitál. Ten potom spolu rozvíjeli a provozovali na jevištích Evropy až do Pavliny tragické smrti v létě 2007. Zahradníkovu tvorbu té doby zachycuje maxisingl Život sám (PUMP, 2002), kniha písňových textů Ztepilé viržínko (Obratník, 2003), CD The Alchemy of Life (Bibi Tonträger + Verlag, Norimberk, 2004), singl Dvakrát o lásce (PUMP, 2007) a CD Pouť přes vyhnanství /Exile Street (František Rychtařík, 2007). V tomto období obnovil spolupráci s Romanem Polákem, který s manželkou otevřel na Smíchově Poetickou kavárnu Obratník (2002–2005). Tam se v jeho dramaturgii uskutečnilo 394 představení. Také zde mj. uvedl seriál vlastních kabaretních show Ubrousek básníků (2003–2004), které vysílal Český rozhlas Dvojka, nebo aktovku Gerojši (2005). Rok působil jako profesor hudební interpretace na hudebně-dramatickém oddělení Pražské konzervatoře. V roce 2004 založil a čtyři roky pořádal Festival autorského šansonu na Smíchově.
V roce 2007 natočil cyklus písní Five Sea Songs na básně anglické básnířky z Northumberlandu Katriny Porteous, jež se později staly základem jeho nového repertoáru na pomezí jazzu, folku, šansonu a vážné hudby, v němž se začal projevovat také pěvecky. Vyšel mu výbor z poezie Zpěv rozpáleného kamene (Protis, 2007). Jeho klavírní improvizace byly zachyceny na různých videích a na 2 CD s názvem Listen... (PUMP, 2008). V roce 2009 začal spolupracovat s mladou zpěvačkou Lenkou Molovou, flétnistou Robertem Fischmannem a hráčem na foukací harmoniky Charlie Slavíkem. Živá nahrávka tohoto repertoáru v pozměněném složení se zpěvačkami Alenkou Průchovou a Zuzou Ďurdinovou vyšla již po rozpadu skupiny pod názvem Koncert v Betlémské kapli (PUMP, 2014). Ze stejného období je nahrávka cyklu písní The Melly-Belly Songs na básně newcastleského básníka Keitha Armstronga (PUMP, 2013). Další Zahradníkovy klavírní improvizace jsou zachyceny v jeho knize o klavírech s názvem Forte nebo Piano? (PUMP, 2010), která vzešla z úzké spolupráce s klavírnickou rodinou Rendlů. S nimi také zavedl v Praze na dobu jednoho roku prodejní ateliér – tzv. Pianotéku (2009).
Jakub Zahradník se také angažoval jako jednatel Okrašlovacího spolku Terezie v Pohorské Vsi v Novohradských horách, s nímž obnovil tradici místních poutí (poslední v roce 1946), inicioval záchranu místního kostela sv. Linharta a navázal přeshraniční kontakty se spolkem Bucherser Heimat Verein Ericha Altmanna (výuka češtiny a němčiny pro občany na obou stranách hranice).
V roce 2010 začal Jakub Zahradník skládat vážnou hudbu. Jeho latinská vokální Missa Egrensis, fantazie pro harfu a smyčcový kvintet Propadliště času, melodram Pohádka, cyklus sborů Otazníky a kantáta s hereckou akcí pro děti Živlové byly natočeny významnými interprety na koncertě v Anežském klášteře v Praze pod titulem Je jen jedna hudba (PUMP 2014) v roce jeho 50. narozenin a jsou také zachyceny obrazově.
V roce 2016 otevřel Jakub Zahradník obchod „s ušlechtilými klavíry“ pod názvem Pianotéka Zahradník v pražském Braníku. Rok poté byl zvolen do čela Kruhu klavírníků, varhanářů, restaurátorů a stavitelů klávesových hudebních nástrojů, kde se angažuje ve prospěch jmenovaných oborů zejména organizací seminářů, panelových diskusí a zájezdů do významných továren, dílen, muzeí a kostelů. Z jeho popudu byl od ročníku 2019/2020 na Konzervatoři a střední škole Jana Deyla v Praze zřízen obor klavírník. Součástí této jeho práce je i rozsáhlá publikační činnost (např. články v Hudebních rozhledech a oborovém časopise Europiano aj.).